# Muscle Museum
Muscle Museum är den tredje singeln från det engelska rockbandet Muse, som släpptes 1999. Låten "Muscle Museum" fanns med på deras första album Showbiz. Utöver titellåten innehåller singeln ytterligare sex låtar, däribland en kortare radioversion och en konsertinspelad akustisk version av "Muscle Museum". Titeln till låten kommer från en ordbok där "muscle" listades omedelbart före "Muse" och "museum" omedelbart efter.